# Alessandro Marchetti (ingénieur)
Pour les articles homonymes, voir Alessandro Marchetti et Marchetti.
Alessandro Marchetti, né à Cori le 16 juin 1884 et mort à Sesto Calende le 5 décembre 1966, était un ingénieur aéronautique italien.